# Saint-Sernin
För andra betydelser, se Saint-Sernin (olika betydelser).

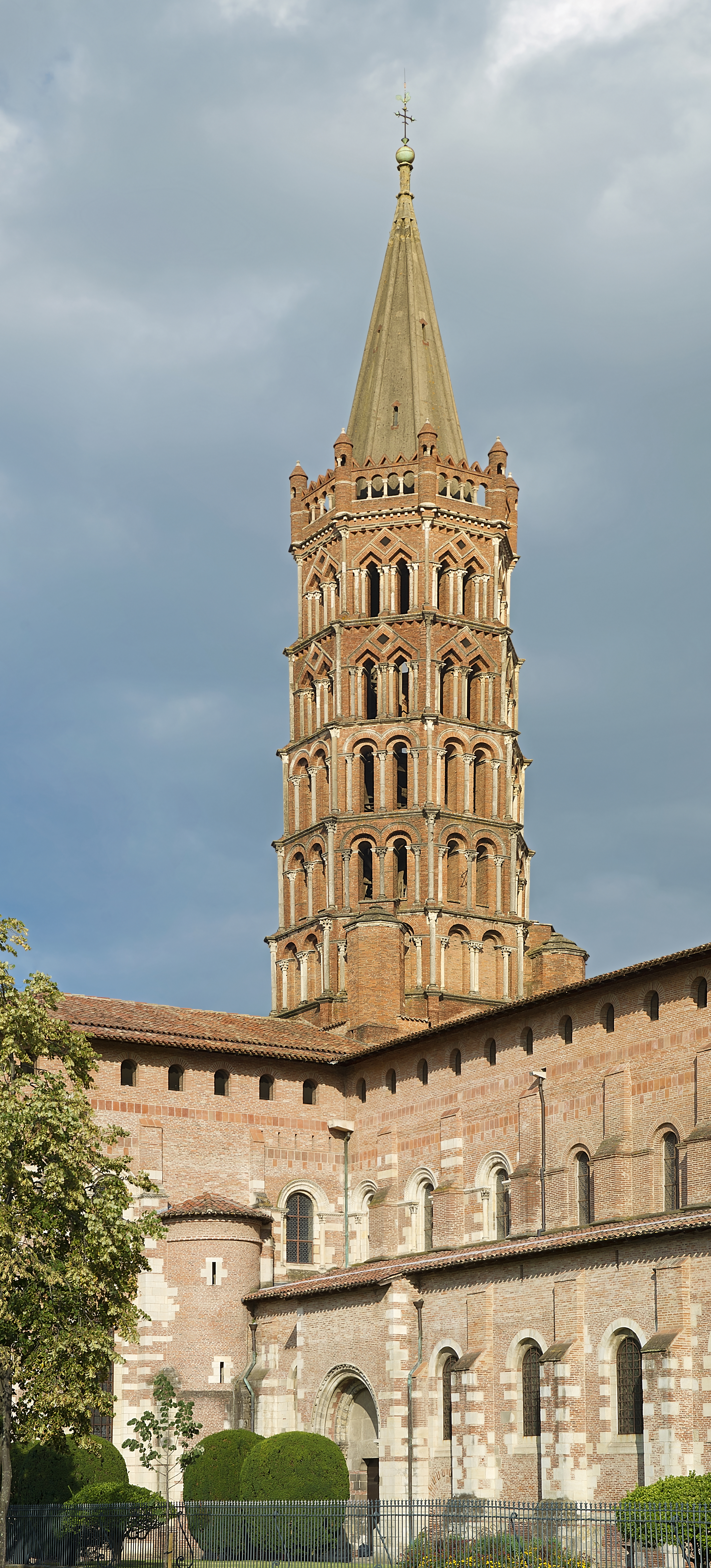
Saint-Sernin

Saint-Sernin är en basilika i Toulouse i sydvästra Frankrike, påbörjad omkring 1080.
Saint-Sernin, som nyligen firade sin 900-årsdag, har fått sitt namn efter helgonet Saint Saturnin, vars reliker fortfarande återfinns i kyrkan.
Den romanska byggnaden började uppföras under 1000-talet på platsen för ett kapell från 400-talet. Toulouse var under denna period vallfartsort för de många pilgrimer som färdades mot Santiago de Compostela, och det ursprungliga kapellet blev ofta överfullt av troende som ville komma nära relikerna. Den ursprungliga kyrkan finns fortfarande kvar i form av kryptan.
Kyrkobyggnaden har under årens lopp genomgått många ombyggnader och är idag en provkarta på olika stilar, bl.a. gotik och renässans, och olika material, som sten och tegel. En av de mest omfattande renoveringarna utfördes av Eugène Viollet-le-Duc.
Saint-Sernin hade status som vanlig kyrka fram till 1778, då den fick hedersbenämningen basilika.
- Wikimedia Commons har media som rör Saint-Sernin.